# Vänersborg (đô thị)
Đô thị Vänersborg (Vänersborgs kommun) là một đô thị ở hạt Västra Götaland phía tây Thụy Điển. Thủ phủ là thành phố Vänersborg.
Đô thị hiện nay được thành lập trong cuộc cải cách chính quyền địa phương đầu thập niên 1970. Năm 1971, thành phố Vänersborg đã trở thành một đô thị đơn nhất và 3 năm sau đã được hợp nhất với 3 đô thị xung quanh. Số lượng các đơn vị chính quyền địa phương đến thời điểm 1863 là 8 đơn vị.

## Lịch Sử và Văn Hóa
Vänersborg từng là thủ phủ của hạt Älvsborg từ năm 1679 và sau đó trở thành trụ sở của Quốc hội khu vực Västra Götaland sau khi các hạt Älvsborg, Göteborg và Bohuslän, cùng Skaraborg sáp nhập vào năm 1998.
Thị trấn này cũng từng là một trung tâm quân sự của Đoàn quân Västgöta-Dal từ năm 1685 đến 1863.

## Công Nghiệp và Thương Mại
Vänersborg phát triển mạnh mẽ nhờ kênh đào Trollhätte, hoàn thành vào năm 1800, tạo ra một tuyến đường thủy đến Gothenburg và biển Kattegat. Thị trấn cũng là một trung tâm sản xuất diêm và giày dép từ thế kỷ 19.

## Các trung tâm dân cư
- Brålanda, 1.500 dân
- Frändefors, 600
- Vargön, 5.000
- Vänersborg (thủ phủ), 22.000